# Walid Badi
Walid Badi, né le 21 août 1995 à Ivry-sur-Seine, est un handballeur professionnel franco-algérien.
Il mesure 1,80 m et pèse 70 kg. Il joue au poste d'ailier gauche pour le club de l'Pontault-Combault Handball depuis 2021.

## Biographie
Originaire d'Ivry-sur-Seine, Walid Badi intègre le centre de formation du club de sa ville natale l'US Ivry avant de passer professionnel au sein du club francilien en 2015. Après cinq saisons, il évolue encore actuellement au sein du club.
Depuis 2020, il fait partie du Conseil municipal d'Ivry-sur-Seine.
Durant la première vague de la pandémie de Covid-19 en France, il s'implique dans le social en distribuant des repas quotidiens aux sans-abri,.
En 2021, en fin de contrat avec Ivry, il quitte son club de toujours, pour rejoindre le Pontault-Combault Handball.

## Palmarès
- Demi-finaliste de la Coupe de la Ligue 2018-2019